# 1703 Barry
1703 Barry este un asteroid din centura principală, descoperit pe 2 septembrie 1930, de Max Wolf.